# Spencerian script

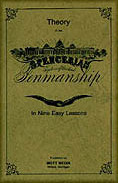
Spencerian Key to Practical Penmanship, 1866

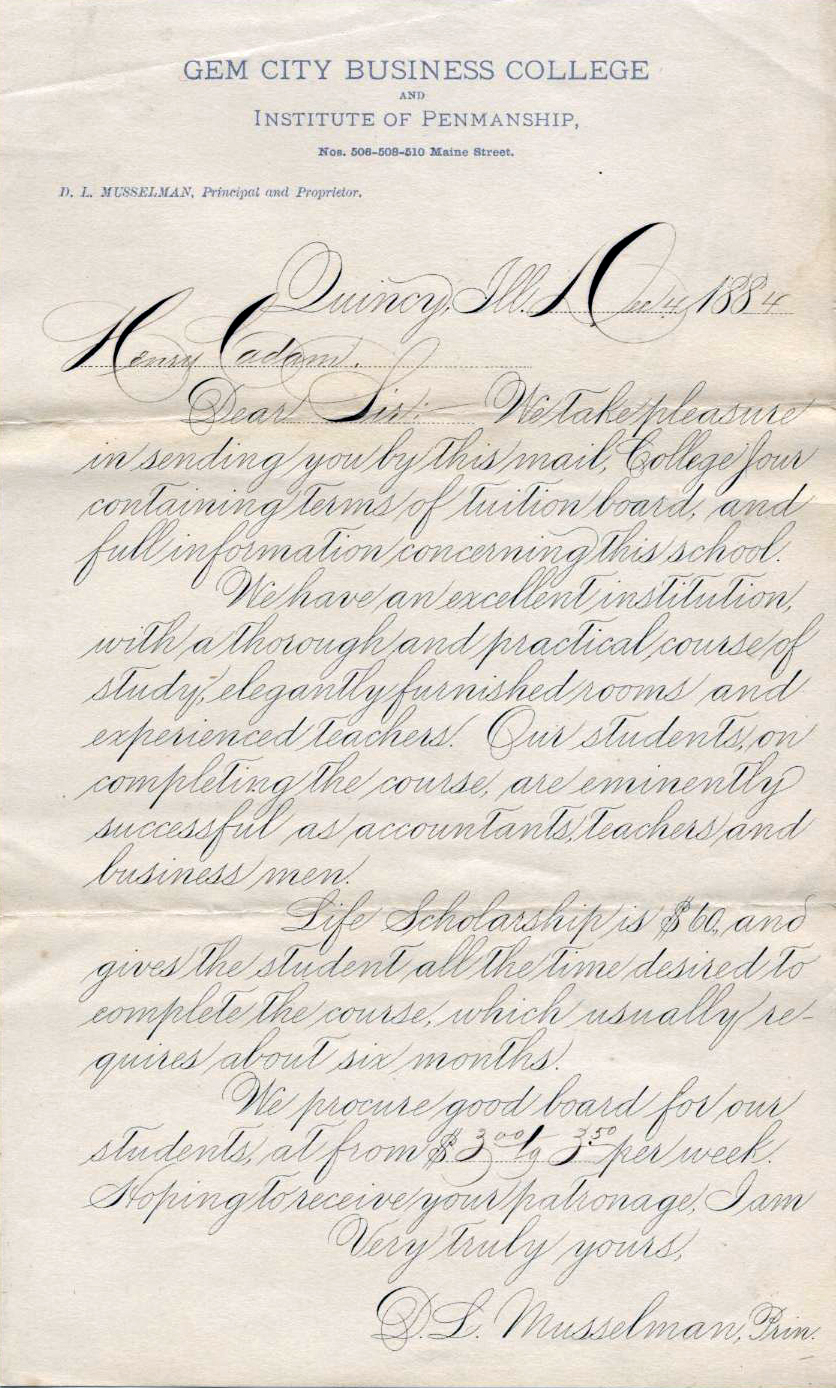
Beispiel für ein Schriftstück in Spencerian script (mit Schnörkeln) aus dem Jahr 1884

Spencerian script (auch Spencer-Schrift) ist eine Form der lateinischen Schreibschrift, die in den USA von dem Kalligraphen Platt Rogers Spencer (1800–1864) aus Geneva (Ohio) entwickelt wurde. Die Schrift wurde hauptsächlich von etwa 1850 bis 1925 verwendet und stellte bis zur Einführung der Schreibmaschine einen De-facto-Standard für die Geschäftskorrespondenz in den USA dar.
Weitere englische Bezeichnungen für diesen Schreibstil sind Spencerian penmanship, Spencerian handwriting und Spencerian calligraphy. In Abgrenzung zur Palmer-Methode wird die Schrift gelegentlich auch Spencer-Methode (englisch Spencerian Method) genannt; eine „Methode“ ist es allerdings anders als bei Palmer weniger.

## Geschichte
Spencer ließ sich von verschiedenen älteren Schreibschriftformen inspirieren und entwickelte daraus im Jahr 1840 eine eigene Schreibschrift, die auf ovalen Formen beruht und markante Schlaufen in den Ober- und Unterlängen aufweist. Sie sollte schnelles Schreiben mit einem eleganten Schriftbild und guter Lesbarkeit vereinen.
Bald nach der Entwicklung von Spencers Schreibschrift wurde sie an einer Schule gelehrt, die Spencer eigens dafür ins Leben gerufen hatte. Die Absolventen seiner Schule verbreiteten die Schrift weiter und so gelangte sie auch an allgemeine Schulen. Den großen Erfolg seiner Schrift erlebte Spencer nicht mehr, da er bereits 1864 starb. Seine Söhne übernahmen jedoch die Mission, den Traum ihres verstorbenen Vaters zu verwirklichen. Das taten sie, indem sie 1866 das bis dahin unveröffentlichte Buch Spencers, Spencerian Key to Practical Penmanship, herausgaben. Spencers Schreibschrift wurde dadurch zum De-facto-Standard in den gesamten Vereinigten Staaten und blieb es, bis in den 1920er Jahren die Schreibmaschine die Handschrift in der Geschäftskorrespondenz ablöste.
An Schulen wurde Spencerian script allmählich durch die Palmer-Methode ersetzt, die weniger auf Eleganz und mehr auf eine Maximierung der Schreibgeschwindigkeit ausgerichtet war.

## Spencerian script in Logos
Die Logos von Coca-Cola und Ford verwenden kalligrafische Schriftzüge basierend auf Spencerian script.

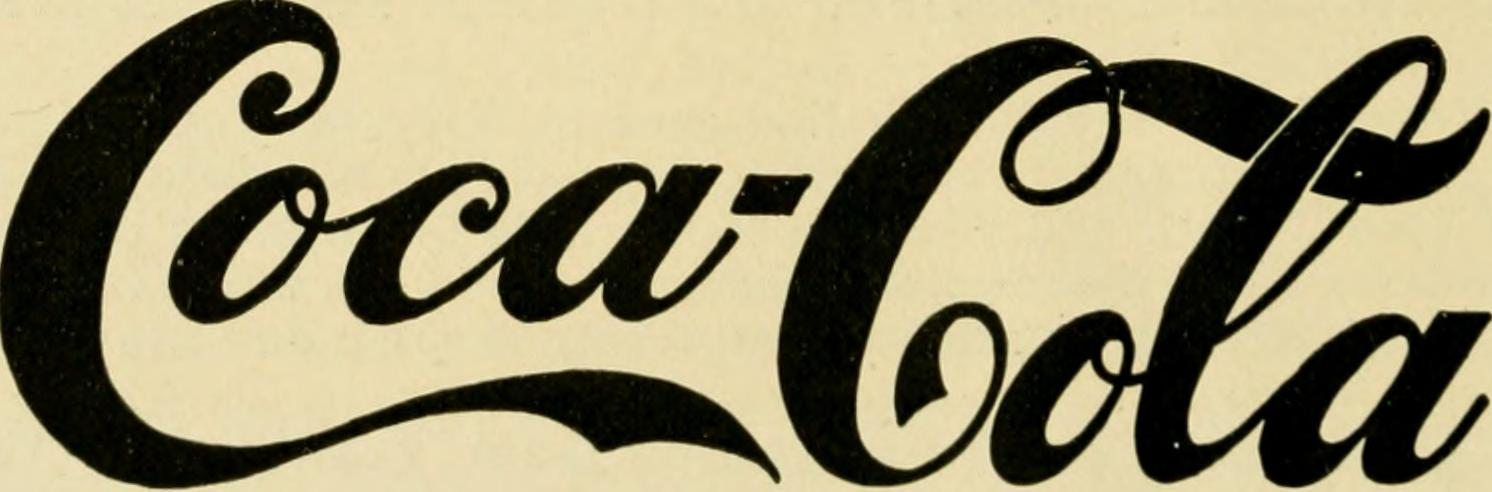
Das Logo von Coca-Cola (1904)
Das Logo von Coca-Cola (heutige Form)
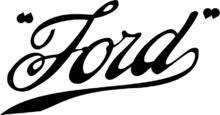
Das Logo von Ford (1909)
Das Logo von Ford (heutige Form)